# Gétigné
Gétigné é uma comuna francesa na região administrativa da Pays de la Loire, no departamento de Loire-Atlantique. Estende-se por uma área de 23,97 km². Em 2010 a comuna tinha 3 779 habitantes (densidade: 157,7 hab./km²).